# Sankt Georgen bei Salzburg
Sankt Georgen bei Salzburg Ausztria Salzburg tartományának Salzburg-Umgebung körzetében elhelyezkedő település.

## Elhelyezkedése
A település az Alpok lábánál, a Salzach folyó jobb partján, Felső-Ausztria és Németország határánál terül el. Sankt Georgen bei Salzburg három kataszteri községből áll: ezek Holzhausen, Jauchsdorf és St. Georgen.
A település részei:
- Holzhausen
  - Krögn (45 fő, 2015. január 1-jén[2])
  - Helmberg (35)
  - Holzhausen (228)
  - Seetal (72)
  - Roding (82)
  - Königsberg (31)
  - Bruckenholz (27)
  - északi, lakatlan Moospirach része
- St. Georgen
  - Moospirach (34)
  - Au (43)
  - Ölling (38)
  - Sankt Georgen bei Salzburg (277)
  - Irlach (223)
  - Untereching (648)
  - Obereching (623)
  - északi Vollern része
- Jauchsdorf 
  - Vollern (307)
  - Jauchsdorf (116)
  - Aglassing (48)

## Történelem
Holzhausen községben található két Gunter Demnig német szobrászművész által elhelyezett botlatókő. A köveket 1997. július 19-én két Jehova Tanúi felekezeti tag – Johann Nobis és Matthias Nobis – emlékére helyezték el, akik 1940-ben a nemzetiszocialisták áldozatául estek. A botlatókövek elhelyezése Andreas Maislinger kezdeményezéséből ered, aki az Osztrák Emlékszolgálat alapítóatyja és egyben a település szülöttje.

## A település szülöttei
- Hans Schmidinger (* 1926 Sankt Georgen), Landtagspräsident
- Friedrich Lepperdinger (* 1927 Obereching), történész
- Andreas Maislinger (* 1955 Sankt Georgen), történész és politológus